# Mërgim Mavraj
Mërgim Mustafë Mavraj, né le 9 juin 1986 à Hanau, est un footballeur international albanais. Il évolue au poste de défenseur central.

## Carrière

### En club
Au terme de la saison 2013-2014, n'ayant pas obtenu la promotion en Bundesliga, Mavraj annonce son intention de quitter le Greuther Fürth. Il rejoint alors le FC Cologne, récent promu en première division.
En décembre 2015, après plusieurs mois de blessure, Mavraj fait son retour lors de la victoire deux à un contre le Borussia Dortmund, fêtant ainsi son centième match de Bundesliga.
Le 3 janvier 2019, il s'engage jusqu'en juin 2020 avec le FC Ingolstadt 04, alors dernier de 2. Bundesliga.

### En sélection

#### Débuts internationaux
Convoqué avec la sélection d'Albanie espoirs en 2007, il refuse de prendre part aux matchs. La même année, il répond positivement cette fois-ci à l'Allemagne espoirs, et dispute son premier match international contre l'Italie le 21 février 2007. Il n'est plus sélectionné jusqu'au 31 mars 2012, où il joue l’entièreté d'un match contre la Biélorussie.

#### Équipe d'Albanie
Le sélectionneur Josip Kuže appelle Mërgim Mavraj en sélection pour un match amical contre l'Irlande du Nord, le 3 mars 2010. Il refuse cependant une nouvelle fois cette convocation, demandant d'avoir un temps de réflexion plus long sur son choix.
En 2012, le nouveau sélectionneur, Gianni De Biasi, donne une nouvelle fois sa chance à Mavraj et l'appelle pour deux matchs amicaux en mai, contre le Qatar et l'Iran. Son premier match à enjeu avec la sélection se déroule le 7 septembre 2012 contre Chypre, lors des éliminatoires de la Coupe du monde 2014. Il inscrit son premier but sous le maillot albanais le 8 juin 2014 contre Saint-Marin, lors d'une victoire trois à zéro. Il fait toujours partie de l'équipe lors des éliminatoires de l'Euro 2016, et fait même partie de l'équipe-type du premier match de ces derniers. Il inscrit sa seconde réalisation internationale le 14 novembre 2014 lors d'un match amical contre la France, en ouvrant le score.

## Statistiques
| Saison                | Club                  | Championnat           | Championnat | Championnat | Coupe(s) nationale(s) | Coupe(s) nationale(s) | Albanie | Albanie | Total | Total |
| Saison                | Club                  | Division              | M.          | B.          | M.                    | B.                    | M.      | B.      | M.    | B.    |
| 2005-2006             | SV Darmstadt 98       | Regionalliga Sud      | 13          | 2           | 3                     | 0                     | -       | -       | 16    | 2     |
| 2006-2007             | SV Darmstadt 98       | Regionalliga Sud      | 25          | 0           | -                     | -                     | -       | -       | 25    | 0     |
| Sous-total            | Sous-total            | Sous-total            | 38          | 2           | 3                     | 0                     | -       | -       | 41    | 2     |
| 2007-2008             | VfL Bochum            | Bundesliga            | 2           | 1           | -                     | -                     | -       | -       | 2     | 1     |
| 2008-2009             | VfL Bochum            | Bundesliga            | 23          | 0           | -                     | -                     | -       | -       | 23    | 0     |
| 2009-2010             | VfL Bochum            | Bundesliga            | 27          | 0           | 1                     | 0                     | -       | -       | 28    | 0     |
| 2010-2011             | VfL Bochum            | 2. Bundesliga         | 13          | 0           | 1                     | 0                     | -       | -       | 14    | 0     |
| Sous-total            | Sous-total            | Sous-total            | 65          | 1           | 2                     | 0                     | -       | -       | 67    | 1     |
| 2010-2011             | Greuther Fürth        | 2. Bundesliga         | 13          | 0           | -                     | -                     | -       | -       | 13    | 0     |
| 2011-2012             | Greuther Fürth        | 2. Bundesliga         | 31          | 2           | 5                     | 1                     | 2       | 0       | 38    | 3     |
| 2012-2013             | Greuther Fürth        | Bundesliga            | 32          | 0           | 1                     | 0                     | 9       | 0       | 42    | 0     |
| 2013-2014             | Greuther Fürth        | 2. Bundesliga         | 29+2        | 1+0         | 1                     | 0                     | 6       | 1       | 38    | 2     |
| Sous-total            | Sous-total            | Sous-total            | 107         | 3           | 7                     | 1                     | 17      | 1       | 131   | 5     |
| 2014-2015             | FC Cologne            | Bundesliga            | 15          | 0           | 2                     | 0                     | 6       | 2       | 23    | 2     |
| 2015-2016             | FC Cologne            | Bundesliga            | 12          | 0           | -                     | -                     | 6       | 0       | 18    | 0     |
| 2016-2017             | FC Cologne            | Bundesliga            | 16          | 0           | 1                     | 0                     | 5       | 0       | 22    | 0     |
| Sous-total            | Sous-total            | Sous-total            | 43          | 0           | 3                     | 0                     | 17      | 2       | 63    | 2     |
| 2016-2017             | Hambourg SV           | Bundesliga            | 14          | 0           | 2                     | 0                     | 2       | 0       | 18    | 0     |
| 2017-2018             | Hambourg SV           | Bundesliga            | 17          | 0           | 1                     | 0                     | 7       | 0       | 25    | 0     |
| Sous-total            | Sous-total            | Sous-total            | 31          | 0           | 3                     | 0                     | 9       | 0       | 43    | 0     |
| 2018-2019             | Aris Salonique        | Super League 1        | 5           | 0           | 2                     | 0                     | 5       | 0       | 12    | 0     |
| 2018-2019             | FC Ingolstadt 04      | 2. Bundesliga         | 14          | 0           | -                     | -                     | 1       | 0       | 15    | 0     |
| 2019-2020             | Greuther Fürth        | 2. Bundesliga         | 23          | 0           | 1                     | 0                     | 1       | 0       | 25    | 0     |
| 2020-2021             | Greuther Fürth        | 2. Bundesliga         | 19          | 0           | -                     | -                     | -       | -       | 19    | 0     |
| Sous-total            | Sous-total            | Sous-total            | 42          | 0           | 1                     | 0                     | 1       | 0       | 44    | 0     |
| 2021-2022             | Türkgücü Munich       | 3. Liga               | 13          | 0           | 2                     | 0                     | -       | -       | 15    | 0     |
| Total sur la carrière | Total sur la carrière | Total sur la carrière | 358         | 6           | 23                    | 1                     | 50      | 3       | 431   | 10    |

## Palmarès
- SpVgg Greuther Fürth
  - 2. Bundesliga
    - Champion en 2012
    - Vice-Champion en 2021